# Anterior perifràstic de l'Indicatiu (català)
L'Anterior Perifràstic en català és un temps verbal utilitzat per expressar accions passades a altres accions també passades. És d'ús més corrent que l'Anterior Simple, ja que com els passat simple i perifràstic, hereta un usatge propi del perifràstic, és a dir, es considera un temps planer i per això es fa servir en tots els contexts, orals i escrits, informals o formals. Aquesta forma de procedir és pròpia del català atès que la resta de llengües neollatines -llevat del portuguès- no posseeixen cap equivalent. Endemés, el perifràstic és una composició pròpiament catalana atès que les altres llengües neollatines no tenen cap mena d'equivalent.

## Valors
L'Anterior Perifràstic és el temps compost del Passat Perifràstic de l'Indicatiu. És a dir, fa la funció d'expressar el passat d'una acció passada, però immediata en el temps, a una altra també passada.
Quan va haver terminat de parlar, va decidir marxar.
En tant que temps compost del Passat Perifràstic, l'Anterior Perifràstic hereta les mateixes pràctiques d'usatges que el Passat Perifràstic. Per tant, si el Passat Simple ha deixat d'utilitzar-se completament per a ser substituït pel Passat Perifràstic, l'Anterior Simple tampoc es fa servir a favor de l'Anterior Perifràstic. Això vol dir que l'Anterior Perifràstic i l'Anterior Simple tenen tots dos el mateix valor.
"quan hagué terminat de parlar, decidí marxar." o "quan va haver terminat de parlar, va decidir marxar."
L'ús de l'un o de l'altre segueix els mateixos costums que el Passat Simple i Perifràstic. Dit d'una altra manera, a la pràctica, és a dir, en llengua parlada, l'Anterior Simple no s'utilitza i es dona com a mort. El seu ús queda reglat a narracions literàries o a descripcions enciclopèdiques. Això li dona un caràcter erudit i per aquest motiu s'acostuma a reservar per al camp de la poesia, etc.
Cal vigilar, però, amb no barrejar les dues formes del passat. No és correcte utilitzar l'Anterior Simple i Perifràstic en una mateixa frase i, fins i tot, en un mateix text.
El Consell de Govern hagué aprovat el pressupost, un cop es van rebutjar les esmenes presentades (incorrecte)
El Consell de Govern hagué aprovat el pressupost, un cop es rebutjaren les esmenes presentades (correcte)
El Consell de Govern va haver aprovat el pressupost, un cop es van rebutjar les esmenes presentades (correcte)
En l'àmbit lingüístic català, o sigui, en els territoris de parla catalana, majoritàriament, es fa servir el perifràstic en lloc de l'anterior simple, però, en canvi, en territori valencià, és d'ús comú emprar l'anterior simple en comptes del perifràstic, en tots els contexts, és a dir, parlats i escrits, formals o informals. Aquest punt, però, té alguns matisos perquè fins i tot en aquests casos, el perifràstic ha pres cada volta més rellevància i avui es tendeix a abandonar el passat simple i anterior.

## Construcció

### Els verbs regulars
La construcció regular del Passat perifràstic de l'Indicatiu és fa amb l'ajuda dels verbs "anar" i "haver" que s'utilitzen com a auxiliars. És a dir, són verbs "ajuda" que ens permeten construir el valor que posseeix el perifràstic. D'aquesta manera, es conjuga en primer lloc el verb anar al Present de l'Indicatiu i després es col·loca el verb "haver" a l'Infinitiu. Tot seguit, s'afegeix a aquesta estructura el verb d'acció que es conjuga en participi passat.
| Persona      | Anar          |   | Haver |   | Verb  |
| ------------ | ------------- | - | ----- | - | ----- |
| Jo           | vaig          |   | haver |   | jugat |
| Tu           | vas (o vares) |   | haver |   | jugat |
| Ell / Ella   | va            | + | haver | + | jugat |
| Nosaltres    | vam (o vàrem) |   | haver |   | jugat |
| Vosaltres    | vau (o vàreu) |   | haver |   | jugat |
| Ells / Elles | van (o varen) |   | haver |   | jugat |

El resultat final dona la regularitat següent:
| Persona      | Jugar            | Perdre            | Servir            |
| ------------ | ---------------- | ----------------- | ----------------- |
| Jo           | vaig haver jugat | vaig haver perdut | vaig haver servit |
| Tu           | vas haver jugat  | vas haver perdut  | vas haver servit  |
| Ell / Ella   | va haver jugat   | va haver perdut   | va haver servit   |
| Nosaltres    | vam haver jugat  | vam haver perdut  | vam haver servit  |
| Vosaltres    | vau haver jugat  | vau haver perdut  | vau haver servit  |
| Ells / Elles | van haver jugat  | van haver perdut  | van haver servit  |